# Bione (Italia)
Bione es un municipio italiano situado en la provincia de Brescia, en Lombardía. Tiene una población estimada, a fines de mayo de 2023, de 1297 habitantes.

## Evolución demográfica
| Gráfica de evolución demográfica de Bione entre 1861 y 2023 |
|                                                             |
| Fuente: ISTAT - Elaboración gráfica de Wikipedia            |